# Черданцев, Александр Алексеевич
 Александр Алексеевич Черданцев  (15 ноября 1871 года, поселок прииска Лисвяный Пермской губернии — 16 июля 1943 года, Уфа) — ученый краевед, провизор, директор Художественного музея им. М. В. Нестерова (1922 — 1925), составителель  "Уральского библиографического словаря".

## Биография
Родился 15 ноября 1871 года в поселке прииска Лисвяный Пермской губернии, брат Ивана Алексеевича Черданцева. В 1899 году, после окончания медицинского факультета Московского университета, работал управляющим больничной аптекой Верх Исетского завода в Екатеринбурге. В 1900 году стал членом Уральского общества любителей естествознания.
В 1915 году переехал в Уфу на работу заведующим аптекой Императорского Человеколюбивого общества. В 1917 году избран председателем комитета Уфимского губернского музея.
В 1917 году Башкирию накрыла эпидемия тифа. Поскольку не хватало лекарств, провизор А. А. Черданцев организовал сбор  лекарственных растений для борьбы с эпидемией. Люди готовили из них готовили отвары, настои, порошки. В Уфе открыл лабораторию по изготовлению настоев и мазей, переросшую позднее в фармацевтический завод. В 1920 году им была издана книга  «Лекарственные растения Уфимской губернии».
В 1919 — 1931 годах работал заведующим фармацевтической частью Уфимского губернского санитарного отдела, в 1922 — 1925 годах — заведующим Уфимским государственным художественным музеем им. М. В. Нестерова, в 1932—1942 годах — сотрудничал с Книжной палатой Башкирской АССР.

## Труды
Был разносторонним человеком, знатоком живописи, фарфора, скульптуры, гравюр, книг, написал более 100 научных трудов, составил гербарий растений каталог по нумизматике.
Им была составлена справочно краеведческая картотека по материалам Книжной палаты, Государственной библиотеки СССР им. В. И. Ленина в Москве, Государственной публичной библиотеки им. М. Е. Салтыкова Щедрина.
Ученый был инициатором создания  "Уральского библиографического словаря" (хранится в государственных архивах  Екатеринбурга и Перми), “Библиографии периодической печати Уфимской губернии до 1917 года”. В 1929 — 1931 годах  он опубликовал краеведческую библиографию в журнале "Хозяйство Башкирии"”.